# FK Krušik Valjevo
Fudbalski klub Krušik (srpski: Фудбалски клуб Крушик) bivši je nogometni klub iz Valjeva, Kolubarski okrug, Republika Srbija.
Klub je dobio ime po Krušiku, srpskoj državnoj tvrtki za proizvodnju obrambene i civilne opreme sa sjedištem u Valjevu.

## O klubu
Klub je osnovan 1939. godine, a prestao je postojati fuzijom s valjevskom Budućnosti u srpnju 2014. godine. Tada je nastao novi klub Budućnost Krušik 2014.
Klub je u sezoni 2011./12. zauzeo prvo mjesto u Zoni Drina i prešao u viši rang, Srpsku ligu Zapad gdje se natjecao dvije sezone, do 2014. godine i fuzije. Boje kluba bile su crvena i žuta.

## Poveznice
- srbijasport.net, Krušik Valjevo, profil kluba